# Liste preußischer Hoflieferanten
Im Königreich Preußen vergab der Monarch den Titel Hoflieferant Seiner Majestät des Königs für verdienstvolle Lieferanten mit hoher Produktqualität. Mit dem Titel des Hoflieferanten wurde nicht das Unternehmen geehrt, sondern dessen Inhaber. Der Titel wurde entweder verliehen oder „genehmigt“.

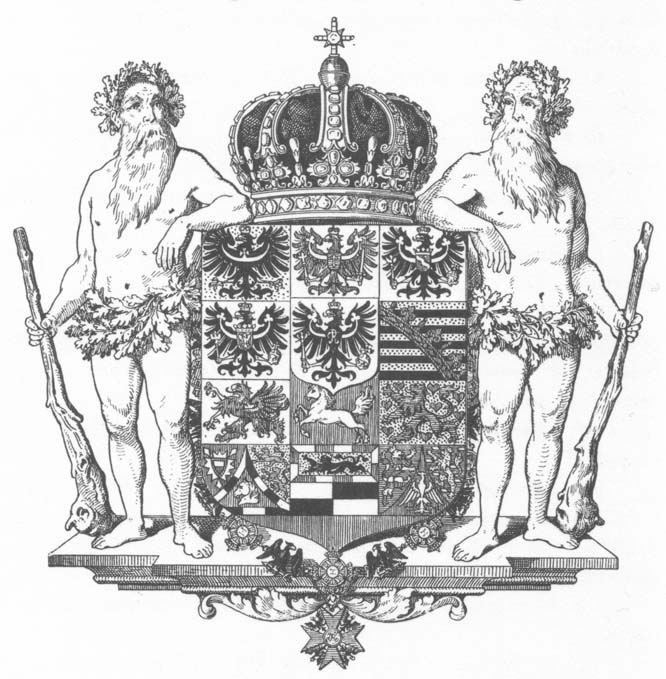
Die königlich preußischen Hoflieferanten durften das mittlere Wappen mit darunter befindlichem Schriftzug „Königlich preussischer Hoflieferant“ öffentlich führen

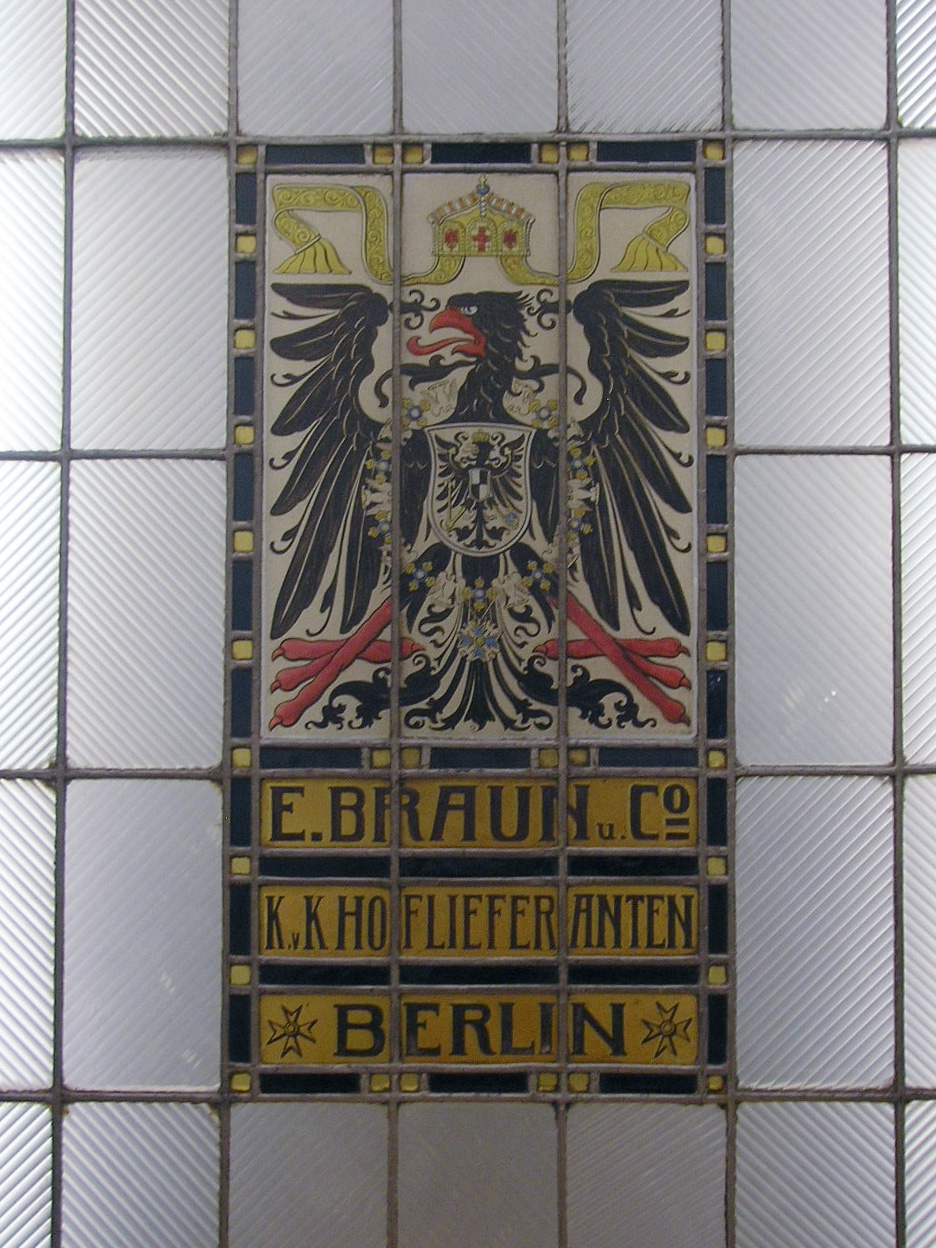
Werbehinweis der Firma E. Braun & Co. in Wien auf die Filiale in Berlin, Unter den Linden 2

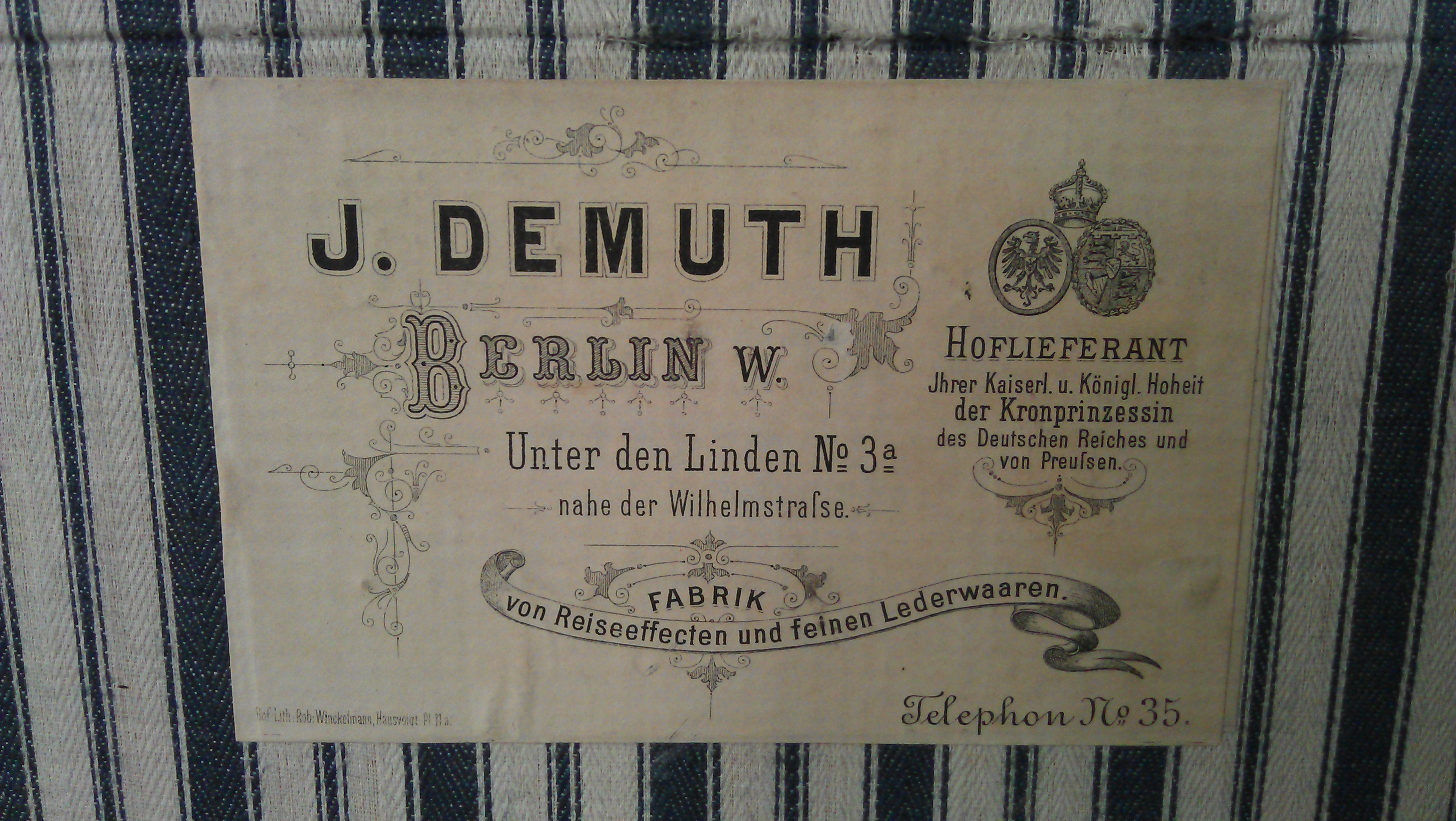
Herstelleretikette des Hoflieferanten J.Demuth/Berlin im Inneren eines Reisekoffers des „Graf(en) von Bismarck“

## Hinweise

### Unterscheidung der Hofprädikate
Die königlich-preußischen Hoflieferanten wurden mit der deutschen Reichsgründung am 18. Januar 1871 keinesfalls zeitgleich kaiserliche Hoflieferanten. Es bestand vielmehr ein großer Unterschied zwischen den Hofprädikaten der einzelnen Majestäten mit dem Sitz in Preußen. Ab 1871 gab es somit verschiedene Titel:
- Hoflieferant Seiner Majestät des Königs oder Hoflieferant Ihrer Majestät der Königin
- Hoflieferant des Kaisers und Königs oder Hoflieferant der Kaiserin und Königin
- Hoflieferant des Kronprinzen
- Hoflieferant des Prinzen
- sowie Kombinationen wie Hoflieferant des Kaisers und Königs, des Kronprinzen und des Prinzen

Abkürzungen wie Königlicher Hoflieferant oder nur Hoflieferant ohne weitere Beifügungen waren gestattet und im Gebrauch. Nicht gestattet waren die Bezeichnungen Kaiserlicher Hoflieferant oder Kaiserlicher und Königlicher Hoflieferant.
Die Geehrten führten gegebenenfalls nicht den allgemeinen Titel Hoflieferant, sondern einen berufsbezogenen Titel wie Hofjuwelier, Hofschuhmacher, Hof-Kürschnermeister oder Hof-Photograph.

### Gültigkeit der Hofprädikate
Verliehene Hofprädikate galten nicht der jeweiligen Firma, sondern wurden nur an Personen verliehen bzw. nur für diese genehmigt. Sie erloschen daher automatisch mit dem Tode des Beliehenen. Sie erloschen auch, sobald der Beliehene in Konkurs geriet oder nicht mehr Inhaber oder Mitinhaber des Geschäftes war. Weiterhin war auch ein Entzug des Prädikats oder der erteilten Genehmigung möglich. Die verliehenen Hofprädikate durften auch nach dem Tode des Verleihers fortgeführt werden.

### Nutzung des Wappens
Hofprädikate gaben dem Beliehenen die Befugnis, sein Geschäft mit dem Wappen des Verleihers zu bezeichnen. Allerdings nur auf Geschäftsschildern, Etiketten, Rechnungen, Anzeigen und dergleichen. Verboten war das Wappen auf Siegeln, Stempeln und Verschlussmarken.
Den Hoflieferanten Seiner Majestät des Kaisers und Königs war es nicht erlaubt, das Kaiserliche Wappen zu führen, sondern ihnen war nur das Königlich Preußische Wappen gestattet. Den Königlichen Hoflieferanten dagegen stand nur das mittlere oder kleine Wappen und den Prinzlichen Hoflieferanten nur das kleine Wappen zu. Allerdings wurde das nicht immer eingehalten und man setzte sich oft über diese Bestimmungen hinweg.

## Königlich preußische Hoflieferanten im Inland

### In Berlin

#### A
- Ahorn-Grieneisen, Bestatter
- Albert, Frank, Damengardrobe, Viktoriastraße 4, Hoflieferant der Kaiserin und Königin[4]
- Amsler & Ruthardt, Kunsthändler, Behrenstraße 29a, Hofkunsthändler des Kaisers und der Kaiserin[5]
- Antelmann, Bruno, Firma „Deutsches Kolonialhaus“, Jerusalemerstraße 28, ab 1903 Lützowstraße, Hoflieferant Seiner Majestät des Kaisers und Königs[4]

#### B
- Balcke, Max, Benzin und Öl, Gartenstraße 32, Hoflieferant der Prinzlichen Hofhaltungen sowie fast sämtlicher königlichen Behörden[4]
- Barella, H., Büchsenmacher und Waffenhandlung, Hoflieferant Seiner Majestät des Kaisers und Königs, Französische Straße 24[6]
- Hugo Baruch & Cie., Theater-Ausstattungen, Hoflieferant des Königs von Preußen, Alte Jacobstraße 133 und Lindenstraße 18–19
- Bazar de voyage, J.Demuth, Fabrik von Reiseeffekten und feinen Lederwaaren, Schloßfreiheit No1, Berlin C,Hoflieferant Ihrer kaiserlichen und königlichen Hoheit, der Kronprinzessin des Deutschen Reiches und von Preussen[7]
- C. Bechstein Pianoforte-Fabrik, Klavierbauer, Hoflieferant Seiner Majestäst des Kaisers und Königs, Ihrer Majestät der Kaiserin und Königin, des Kronprinzen und der Prinzessin Friedrich Karl von Preußen[6]
- Becker, Hub.,  Bäcker, Breite Straße 17, Hofbäcker des Kaisers und Königs[4]
- Behrens, Adolph, Leinenwaren, Hoflieferant des Königs von Preußen, Prenzlauer Straße 29[8]
- Bellair, D. F. R., Kaufmann, Hof-Lieferant Sr. Königlichen Hoheit des Prinzen Friedrich Wilhelm von Preußen, Schützenstr. 28., Magazin: Friedrichstr. 170. F. R. Bellair u. Comp. Cp.[9]
- Benecke, A. L., Eisenkonstruktions-Anstalt, Chausseestraße 86, Hoflieferant des Kaisers und Königs[4]
- Benedict, G., Sattler, Königgrätzer Straße 10, Hoflieferant des Königs[4]
- Berger, L. H., Collani & Co., Militär-Effektengeschäft, Lindenstraße 25,[10] später Friedrichstraße 62, Hoflieferant Seiner Majestät des Kaisers und Königs[6]
- G. Block (Inh. C. Plessow), Spediteur, Kronenstraße 7, Hofspediteur des Kaisers und Königs[4]
- Bluth, Oscar, Hutmacher, Friedrich-Straße 76, Hof-Hutlieferant Seiner Majestät des Königs
- Bock, Gustav, Gärtner,[10] Unter den Linden 59, Hoflieferant des Kaisers und Königs, der Kaiserin und Königin und des Kronprinzen[6]
- Bock, Otto, Waffenhandlung, Kronenstraße 9,[10] später Kronenstraße 7, Hoflieferant des Kaisers und Königs und des Kronprinzen[6]
- Bodenstein, M.J., Inhaber Hermann und Julius Senft, Potsdamerstraße 113, Hofdekorationsmaler des Kaisers und Königs[11]
- Boenicke & Eichner, Zigarren, Französische Straße 21, Hoflieferant des Kaisers und Königs[10]
- Bohm, Albert, Architekt, Regentenstraße 11a, Hof-Baumeister des Königs[4]
- F. W. Borchardt, Delikatessenhandlung, Französische Straße 47, Hoflieferant des Kaisers und Königs, des Kronprinzen und des Prinzen[6]
- C. W. Borchert, Hutgeschäft, Friedrichstraße 157, Hoflieferant des Königs von Preußen[10]
- Ed. Bote & G. Bock, Musikalienhandlung, Leipzigerstraße 37, Hofmusikalienhandlung[10]
- Böttcher, Max, Kunstschlossermeister, Stallschreiberstraße 59, Hof-Kunstschlossermeister des Kaisers und Königs[4]
- Bötzow-Brauerei, Bier, Prenzlauer Allee 242–247, Hoflieferant des Königs von Preußen[12]
- Breitsprecher, Wilhelm, Schuhmachermeister, Neue Wilhelmstraße 13,[10] später Neue Wilhelmstraße 12–14, Hofschuhmachermeister des Kaisers und Königs[6]
- Brügmann, Fritz, Hoftraiteur und Hotelier, „Hotels zur Seebadeanstalt“, „Kurhaushotel“, „Hansahotel“, „Villa Marienlust“, „Hotel Augusta“ in Travemünde, Hoflieferant S. M. des Kaisers und Königs, Hoflieferant S. K. H. des Großherzogs von Oldenburg
- Buchholz, Georg, Friseur, Königin Augusta Straße 19, Hoffineur und Hoflieferant des Königs[4]
- Buchwald, G., Konditorei, Café und Baumkuchenfabrik, Brückenallee 18, Hoflieferant des Prinzen Friedrich Leopold von Preußen[6]
- Adolf Buczilowsky, Fabrik für Turngeräte, W35 Blumenthalstraße 12

#### C
- Carl, Otto, Maurer, Prenzlauer Allee 30, Hof-Maurer und Zimmermeister des Königs[4]
- Cölln, Johann, Austern, Mittelstraße 59, Hoflieferant des Königs[4]
- Collin, W., Buchbinder, Leipzigerstraße 19, Hof-Buchbinder des Kaisers und Königs[4]

#### D
- van Dam, Jaqu. A., Antiquitäten, Wilhelmstraße 52, Hoflieferant des Kaisers und Königs[4]
- Dearneborg, S., Schuhmacher, Mohrenstraße 58, Hofschuhmacher des Königs von Preußen[10]
- J. Demuth, Fabrik von Reiseeffecten und feinen Lederwaaren, Unter den Linden 3a nahe der Wilhelmstraße, Berlin W, Hoflieferant Ihrer kaiserlichen und königlichen Hoheit, der Kronprinzessin des Deutschen Reiches und von Preußen[13]
- H. Denecken & Co, Eiskellereinrichtung, Charlottenstraße 45, 47, 49, Hoflieferant des Kaisers und Königs[4]

#### E
- Ehrenhaus, Firma Ehrenhaus & Co., Gardinen und Teppiche, Genthinerstraße 16, Hoflieferant des Königs von Preußen[6]
- H. M. Engler & Sohn, Zahnbürsten- & Pinselfabrik, Behrenstraße 36, Hoflieferant des Kaisers und Königs[4]
- Engeler & Sohn, Bürstenmacher, Behrenstraße 36, Hoflieferant des Königs[4]
- Engelhardt, Max, Cigarren, Unter den Linden 64, Hoflieferant des Kaisers und Königs[4]
- Erb, Julius, Sattler, Jägerstraße 54, königlicher Hofsattler des Kaisers und Königs, sowie der Kaiserin und Königin[10]
- Ernicke, Ferdinand, Chemische physikalische u. pharmazeutische Apparate, Königgrätzerstraße 112, Hoflieferant des Kaisers und Königs[4]
- Eppner Senior, T.,  Baumwollwaren, Molkenmarkt 4, Hoflieferant des Königs[4]
- Esser, R., Chemikalien, Alexanderstraße 55, Hoflieferant des Kaisers und Königs[4]

#### F
- Fassbender, L.,  Confiserie und Konfitürenfabrik, Lützowstraße 82, Hoflieferant des Kaisers und Königs[6]
- Faßkessel & Müntmann, Kleider, Unter den Linden 12,[10] später Neue Wilhelmstraße 12–14, Hoflieferant des Königs von Preußen, war auch Hoflieferant beim Großherzog von Mecklenburg-Schwerin[6]
- Förster, W.,  Büchsenmacher, Taubenstraße 50, Hof-Büchsenmacher des Kaisers und Königs[4]
- Franck, Albert, Damen-Gardrobe, Viktoria Straße 4, Hoflieferant der Königin[4]
- Gebrüder Friedländer, Juwelier, Unter den Linden 28,[10] später Unter den Linden 4 a,[6] Hof-Juweliere des Kaisers und Königs
- Frisch, Albert, Lützowstraße 66, Kunstanstalt, Lithografie, Drucke, Illustrationen, Hoflieferant des Königs[14]

#### G
- Gahl, Richard, Buchbinder, Chausseestraße 8, Hof-Buchbindermeister des Kaisers und Königs[6]
- Gause, Gebrüder, Buttermacher, Brüderstraße 7, Hoflieferant des Kaisers und Königs[4]
- Gebhardt & Roessel, Teppichhandlung, Markgrafenstraße 53/54, Hoflieferant des Kaisers und Königs[10]
- C. Geiseler, Eisenmöbel, Metallkamine und -öfen nebst Zubehör, Haushaltswaren, Küchenmaschinen, Kücheneinrichtungen, Aktivkohle-Wasserfilter, Eisspinde, Gefriermaschinen, Butterkühler, Friedrichsstr. 71 und Taubenstraße 36, Hoflieferant[15][16][17]
- Gerard, Eugène, Friseur, Unter den Linden, Hof-Friseur der Kaiserin[10]

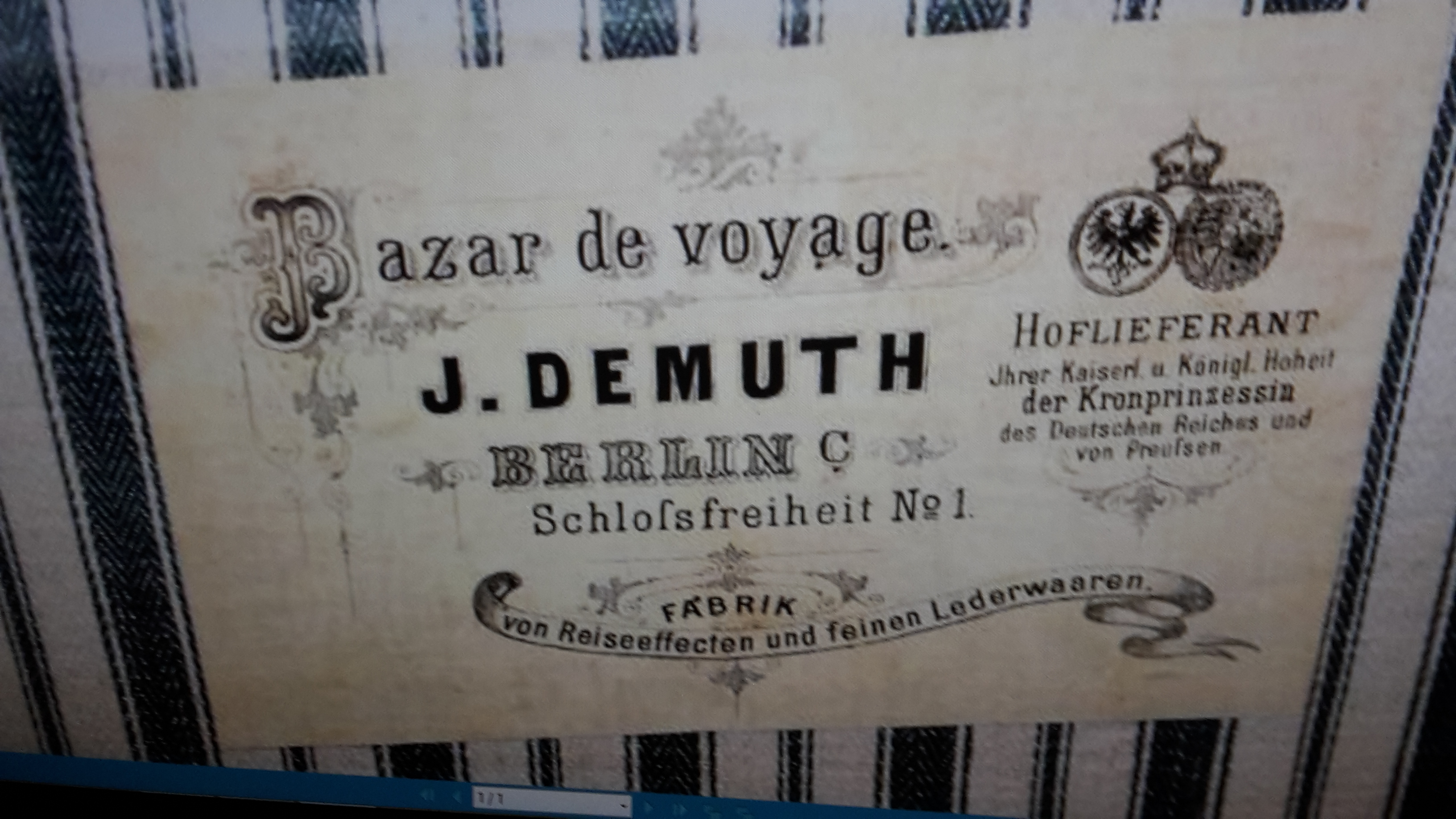
Adressetikett in einem anderen Reisekoffer, angeboten vom „Bazar de voyage“ der Fabrik J. Demuth - Fabrik von Reiseeffecten und feinen Lederwaaren, Berlin, Hoflieferant der Kronprinzessin des Deutschen Reiches und von Preussen. Der Hersteller hatte seine Fabrikation an der Straße „Unter den Linden“, betrieb aber wohl auch ein Geschäft für Reisebedarf („Bazar de voyage“) an der Straße „Schloßfreiheit No.1“ in Berlin. Ende des 19. Jahrhunderts.

- Adressetikett in einem anderen Reisekoffer, angeboten vom „Bazar de voyage“ der Fabrik J. Demuth - Fabrik von Reiseeffecten und feinen Lederwaaren, Berlin, Hoflieferant der Kronprinzessin des Deutschen Reiches und von Preussen. Der Hersteller hatte seine Fabrikation an der Straße „Unter den Linden“, betrieb aber wohl auch ein Geschäft für Reisebedarf („Bazar de voyage“) an der Straße „Schloßfreiheit No.1“ in Berlin. Ende des 19. Jahrhunderts.Herrmann Gerson, Pelzmode, Werderscher Markt 5–6 sowie Jägerstraße 38–39, Hoflieferant des Kaisers und Königs und der Kaiserin und Königin[6]
- Groschkus, J., Landsbergerstraße 25-26, Hof-Tischler des Kaisers und Königs, Hof-Tischler der Kaiserin und Königin[18]
- Gross, J. D., Chocolade, Leipzigerstraße 23, Hoflieferant des Kaisers und Königs[4]
- Grundei, T., Bäckermeister, Mittelstraße 19, Hofbäcker des Kaisers und Königs[4]
- Grunow, Adolf, Gardinen, Markgrafenstraße 53–54, Hoflieferant des Kaisers und Königs[4]
- Gürke, E., Fleischwaren, Friedrichstraße 18, Hoflieferant des Königs[4]
- Gutscher, Eduard, Champagner, Leipziger Platz 18/19, Hoflieferant des Kaisers und Königs[4]

#### H
- Haby, François, Friseur, Mittelstraße 7 und Unter den Linden 64, Hof-Friseur des Kaisers[10]
- Halbarth, Emil, Fahrräder, Friedrichstraße 214, Hoflieferant des Kaisers und Königs[4]
- Firma Hartmann, Sattler, Mohrenstraße 57, Hofsattler des Königs von Preußen[10]
- Johannes Hartmann vormals W. Névir, Uhrmacher, Unter den Linden 48/49, Hofuhrmacher des Königs von Preußen[10]
- Hartmann, Wilhelm, Pianofabrik, Hoflieferant Seiner königlichen Hoheit Prinz Georg von Preußen
- Heese, Julius, Firma a J. A. Heese, Sammet- und Seidenwaren, Alte Leipziger Straße 1, Berlin-Steglitz, Hoflieferant des Königs von Preußen[19]
- Heilbronner, Max, Antiquitätenhandlung, Mohrenstraße 61, Hoflieferant des Königs von Preußen[10]
- E. Hertling, Fuhrunternehmen / Spedition, Sophie-Charlotten-Straße 15, war seit 1910  Hofspediteur Seiner Majestät des Kaisers und Königs[20]
- Herzberg, H.,  Gärtnerei, Thiergartenstraße 12, Hoflieferant des Kaisers und Königs[4]
- Hessmer, Julius, Büchsenmacher, Markgrafenstraße 35, Hoflieferant des Königs[4]
- Theodor Hildebrand & Sohn, Schokoladenhandlung, Leipzigerstraße 100[10] und Pankstraße 34–37, Hoflieferant des Königs von Preußen[6]
- Hintze, Carl H. Pianofabrikant, Bülowstraße 48/49, Hoflieferant des Kaiser und Königs[4]
- Höffert, Wilhelm war ab September 1875 königlicher Hoffotograf.[21]
- Hoffmann, Adam, Friseur, Mohrenstraße 24, Hoflieferant des Königs[4]
- Hoffmann, Hermann, Sport- und Jagdkostüme, Friedrichstraße 50/51, Hoflieferant des Kaisers und Königs[10]
- Gebrüder A. & O. Huff, Gasbeleuchtung, Johanniterstraße 11, Hoflieferant des Königs von Preußen[6]

#### I
- Ide, Hermann, Waschanstalt, Greifswalder Straße 184/185, Hoflieferant des Kaiser und Königs[4]
- Irmler, J. G. Piano- und Flügelfabrikant, Kleiststraße 36, Hof-Piano- und Flügelfabrikant des Königs von Preußen sowie auch an anderen Höfen[10]

#### J
- Jaedicke, Carl, Confiserie sowie Torten und Baumkuchenfabrik, Kochstraße 58, Hoflieferant des Kaisers und Königs[6]
- Jamrath, Johann Friedrich (1810–1891), Hoffotograf[22]
- Joachimsthal, Gustav, Luxuspferdehandlung, Marienstraße 23, Hoflieferant Seiner Königlichen Hoheit des Prinzen Friedrich Leopold von Preußen[23]
- Firma Gebrüder Jordan, Hofjuweliere seit 1772
- Gebrüder Judis, Delikatessenhandlung, Königgrätzer Straße 33, Hoflieferant des Kaisers und Königs[4]

#### K
- Kahl, Franz, Fischermeister, Dresdnerstraße, Hoffischermeister des Königs von Preußen[10]
- Kipp, Paul, Schlachtermeister, Koppenstraße 79.80, Hofschlächtermeister des Prinzen Friedrich Leopold von Preussen[4]
- F. E. Klenge & Co, Brauerei, Breite Straße 29, Hofbrauerei des Kaisers und Königs[4]
- Knauer, Gustav, Spediteur und Speicherei, Wichmannstraße 5, Hof-Spediteur des Kaisers und Königs[4]
- Königlich Fachingen, Tafelgetränk des Kaisers und Königs[24]
- Königliche Porzellan-Manufaktur Berlin, am Tiergarten, Leipziger Straße 2[6]
- Krauthammer, C., Farben, Rosenthaler Straße 55, Hoflieferant des Kaisers und Königs[4]
- Kromrey, Gustav, Firma „Deutscher Eisenbahn-Speisewagen-Betrieb G. Kromrey“, Charlottenburg, Humboldtstraße 35a, Hoflieferant des Kaisers und Königs[6]
- Carl Kühn & Söhne, Geschäftsbücherfabrik, Breite Straße 25/26, Hoflieferant des Kaisers und Königs[4]
- Carl Kühne, Essig und Würzsaucen sowie Mostrich- und Konservenfabrik, Brunnenstraße 111, Hoflieferant des Kaisers und Königs[6]
- Kühne, Eduard, Friedrichstraße 72, Uniformen u. Effekten, Hoflieferant des Kaisers und Königs[25]
- Kunze, Ferdinand, Maurermeister, Mainzer Straße 14, Hof-Maurermeister des Königs[4]
- Hans Kusittich, Verlag für Literatur und Kunst, Limbstraße 24, Hof-Buchhändler des Kaisers und Königs[4]
- Kemna, Johann Abraham, Weingrosshändler, Breslau[26]

#### L
- Leppien, A., Cacao, Auguststraße 61, Hoflieferant des Kaisers und Königs[4]
- Liebmann, A., Buchdrucker, Friedrichstraße 74, Hoflieferant des Kaisers und Königs[4]
- Lindstedt & Säuberlich, Geflügel- und Wildprethandlung, Leipzigerstraße 13, Hoflieferant des Königs von Preußen[10]
- Linke, E., Elfenbeinwaren, Friedrichstraße 187, Hoflieferant des Kaisers und Königs[4]
- Gebrüder Loevy, Bronzegießerei, Gartenstraße 158, Hoflieferant des Kaisers und Königs[6]
- Loewy, Heinrich, Orthopädietechnik Fabrik, Dorotheenstraße 92–93, Hoflieferant des Kaisers und Königs[4]
- Lohse, Gustav, Parfümerie, Unter den Linden 16, Jägerstraße 45 und Leipziger Straße 123a, Hoflieferant des Kaisers und Königs[10]
- Lutter & Wegner, Delikatessenhandlung, Charlottenstraße 49, Hoflieferant des Königs von Preußen[6]
- Lutze, Dr. F., „Dr. Kade‘s Oranien-Apotheke“, Elisabeth Ufer 34, Hoflieferant des Kaisers und Königs[4]

#### M
- Mante, Ernst, Delikatessenhandlung, Schadowstraße. 12/13, Hoflieferant mehrerer Höfe[4]
- Martin und Piltzing, Bildgießer, Müllerstraße 127a, Hofbildgießer des Kaisers und Königs[4]
- Medon, G. G., Tiefbohrungen und Baugrunduntersuchungen, Monbijou-Platz 2, Hof-Brunnenbaumeister des Königs[4]
- H. Meyen & Co, Silber Bestecke, Sebastianstraße 20, Hoflieferant des Königs[4]
- Michael Mietke, Cembalo- und Harfenbauer, Hoflieferant des Königs von Preußen
- Möbus, Th., Ingenieur und Bauunternehmer, Goethestraße 9 (Charlottenburg), Hof-Zimmermeister des Kaisers und Königs[4]

#### N
- Neumann & Sohn, Drogerie, Taubenstraße 52, Hoflieferant des Kaisers und Königs[4]
- Neumeister, W., Dachdecker, Rielebock 28, Gaudystraße 14, Hoflieferant des Kaisers und Königs[4]
- Névir, Adolph, Kunstgewerbliche Magazine, Unter den Linden 14, Hoflieferant des Königs von Preußen[10]
- Niquet, Friedrich.,  Bier und Fleisch, Jägerstraße 41, Hoflieferant des Königs von Preußen[10]
- Nollenberg, E., Obstgeschäft, Unter den Linden 48/49, Hoflieferant des Königs von Preußen[10]

#### P
- Petitpierre, E., Optiker des Kaisers, Charlottenstraße 33a,[10] und später Friedrichstraße 69, Hoflieferant des Kaisers und Königs[23]
- Petzholtz, Dr. E., Baumeister, Matthaikirchstraße 16, Hofbaumeister des Königs[4]
- Pfeiffer, Paul, Bürstenmacher, Friedrichstraße 129, Hoflieferant des Kaisers und Königs[4]
- Prächtel, C., Krausenstraße 32, Hof-Tischler (Möbelfabrik) der Kaiserin und Königin[27]
- Preetz, C.H., Gürtler, Friedrichstraße 63, Hof-Gürtler des Kaisers und Königs, Hof-Gürtler der Kaiserin und Königin, Hof-Gürtler des Kronprinzen[28]
- Prezedecki, Jos. und Ludw., Egyptian Cigarette Company, Kaisergalerie Laden 42, 45–46, Hoflieferant und Hof-Cigarettenfabrikanten des Kaisers und Königs[4]

#### R
- Reichert & Lindner, Fotografen, Unter den Linden 54/55, Hof-Fotograph des Kaisers und Königs, des Kronprinzen und der Kronprinzessin[29]
- Révir, Adolfph, Bronzewaaren, Unter den Linden 14, Hoflieferant des Kaiser und Königs[30]
- Riese, Julius, Königin-Augustastraße 33, Hofsattlermeister[31]
- Rodenstock, Josef, Optiker und Optisch-Oculistische Anstalt, Leipzigerstraße 101/102, Hoflieferant des Königs von Preußen[10]
- Röhlich, Gebrüder, Leipzigerstraße 12, Kunsthandlung, Gemälderahmung, Spiegelfabrik, Glaserei, Hoflieferant des Kaisers[32]
- Rosenzweig & Baumann, Farben, Mariannenufer 7, Hoflieferant des Kaisers und Königs[4]

#### S
- Sachs, Alex, Schirmfabrik, Jerusalemer Straße 41, Ecke Krausenstraße, Hoflieferant der Kaiserin und Königin von Preußen[33]
- Salbach, George, Kürschnermeister, Firma Pelzhaus Carl Salbach, Unter den Linden 66, Hof-Kürschnermeister des Königs von Preußen[10]
- Sauerwald, Conrad, Bijouteriewaren, Leipziger Straße 22, Hoflieferant der Kaiserin und Königin[4]
- Sawade, Chocolaterie und Konfitürenfabrik, Inhaber L. von Ziemkiewiez-Sawade, Unter den Linden 15 und 19, Hoflieferant des Königs von Preußen[23]
- Schenck, Reinhold, Zimmermeister, Kreuzbergstraße 9, Hof- und Ratszimmermeister des Königs[4]
- Schiedmayer & Co., Klaviere und Pianofortefabrik, Bülowstraße 46[10] später 108, Hoflieferant des Kaisers und Königs sowie des Prinzen Eitel Friedrich von Preußen[23]
- Schischin, Nicolai, Caviarhändler, Juedischstraße 185, Hoflieferant Ihrer königlichen Hoheit, der Frau von Prinz Friedrich Karl von Preußen[4]
- Schischin, Wassili N., Caviarhändler, Friedrichstraße 87a, Hoflieferant Seiner königlichen Hoheit Prinz Friedrich Leopold von Preußen[4]
- Schmidt, J. C. W., Gärtner, Unter den Linden 16, Hoflieferant des Königs[5]
- Schnitger, G., Baumeister, Nürnbergerstraße 19, Hof-Baumeister des Kaisers und Königs[4]
- Schöneberg, F.,  Seilerei, Mühlenstraße 18, Hoflieferant des Kaisers und Königs[4]
- Schulz, Carl, Eisenmöbelfabrik, Hasenheide 9, Hoflieferant des Kaisers und Königs[4]
- Schwartz, Friedrich Albert, Fotograf, diverse Adressen,  Hoffotograf des Prinzen Carl von Preußen
- Simon, Ludwig, Juwelier, Friedrichstraße 83a, Hoflieferant des Kaisers und Königs[4]
- Steinmetz, Wilhelm, Decken, Mittelstraße 46, Hofsattler des Prinzen Friedrich Leopold von Preussen[4]
- Strahlendorff, H., Schreib & Handelsakademie, Beuth-Straße 11, Hof-Kalligraph seiner königlichen Hoheit des Fürsten von Hohenzollern[4]
- Sy & Wagner (Inh. Alfred Sy), Werderstr. 7, Hof-Goldschmiede seiner Majestät des Königs[23]

#### T
- Gebrüder Tabbert, Berliner Mörtelwerk, Mühlenstraße 61–63, Hoflieferant des Königs[4]
- Theuerkauf, H., Inhaber Fr. H. Theuerkauf, Handschuhe und Militärhandschuhe, Weinbergstraße 3, Hoflieferant des Kaisers und Königs[23]
- Traube, Ernst, Weingroßhändler und Inhaber vom Weinrestaurant „Traube“, im Winter Leipziger Straße 117/118 und im Sommer, Neubabelsberg, Luisenstraße 13, Hoflieferant des Kaisers und Königs[23]

#### V
- Vogel, Ludwig, Spatenbräu-Ausschank, Berlin, Friedrichstraße 172, Hoflieferant Seiner Majestät des Kaisers und Königs

#### W
- Warmuth, A., Hinter der Garnisonkirche 1a, Schadowstraße 4 u.5, Joachimsthalerstraße 13, Hofspediteur des Prinzen Georg von Preußen[34]
- Werner, J. H., Hof-Juwelier des Kaisers und der Kaiserin sowie des Kronprinzen, Friedrichstraße 173[10]
- Wernicke, Gustav Adolf, Dachdeckermeister, Habsburgerufer 2, Hofdachdeckermeister des Kaisers und Königs[4]
- Wilm, H. J., Juwelier, Jerusalemer Straße 25, Hof-Juwelier des Kaisers und Königs und der Kaiserin und Königin[4]
- Winckelmann, Robert, Hoflithograph, Hausvoigt Platz[35][36]
- Windler, H., Chirurgische Instrumente und Krankenpflege-Artikel, Friedrichstraße 133, Hoflieferant des Königs[4]
- Wolfschach, Albert, Fahrradhändler, Belle-Alliance-Straße 92, Hoflieferant des Kaisers und Königs[4]
- Wollmann, Max, Antiquitäten, Wilhelmstraße 51, Hoflieferant der Kaiserin Friedrich[4]

#### Z
- Zimmermann, Richard, Bandagist, Große Frankfurter Straße 112, Hof-Bandagist des Prinzen Friedrich Jarl von Preussen[4]

### Außerhalb Berlins
A
- Aron, David, Hofjuwelier, Königsberg (Preußen)

B
- Bembé, Anton, Parkett
- Bergmann & Mahland / Inhaber. Anton Bergmann Hof-Optiker Mannheim
- Bornmüller, Likörfabrik, Arnstadt
- Busch, C. H., Potsdam[37]

C
- Carthaus, J. F., Druckerei, Bonn

D
- Dallmayr, Alois

E

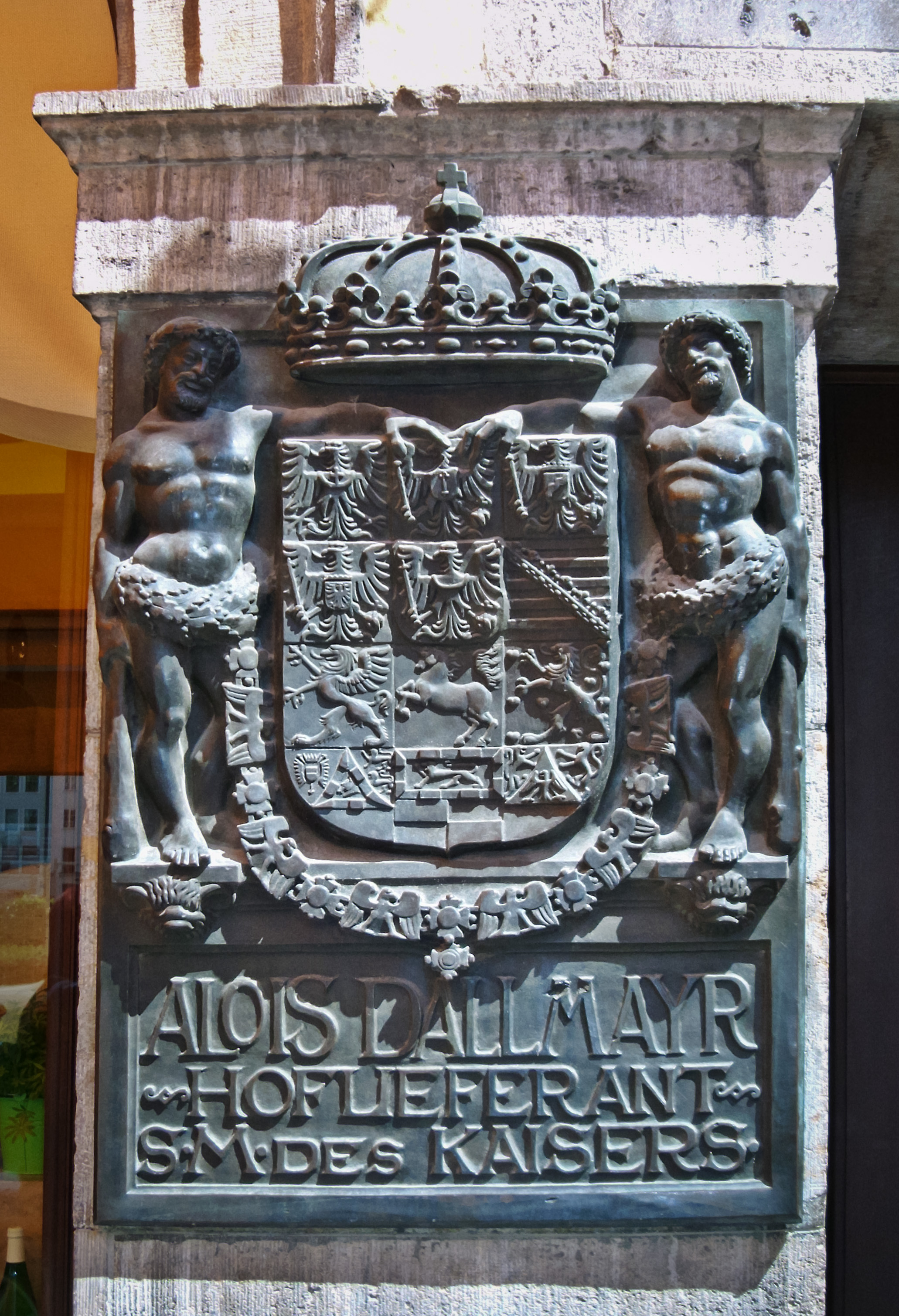
Kaiserliches Hoflieferantenschild am Stammhaus Dallmayr in München

- von Ehren, Lorenz, Baumschule und Gärtnerei
- Charlotte Erasmi, Lübeck[38]

F

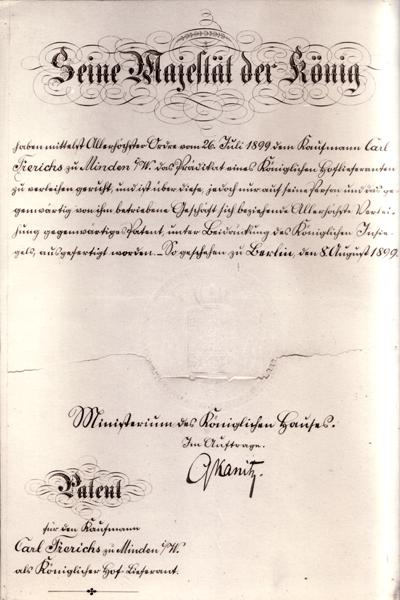
Patent des kaiserlichen Hoflieferanten Carl Frerichs, Minden (1899)

- Farina, Hoflieferant 1841 SM König Friedrich Wilhelm IV, Eau de Cologne, Köln
- Frerichs, Carl, Feinkost, Minden

G
- Gericke, Rudolf, Zwiebackfabrik, Potsdam
- Grutzmann & Sebelin, Matrosenanzüge, Kiel

H
- Haebler, F. R., Feinkost, Königsberg
- Hanke, Reinhold Feinsteinzeugfabrikant, Höhr-Grenzhausen[39]
- Henel, Julius, Versandhaus, Breslau

I
- Ibach, Peter Adolph Rudolph, Klaviere

K
- Kisker, A. W., Tisch- und Taschentücher-Fabrikation, Senne
- Konditorei Kreipe, Hannover
- Kofler, Konditorei, Bad Homburg vor der Höhe
- Kösler, J., Hofphotograph, Bad Landeck[40]

M
- Heinrich Mau und Carl Mau, Inhaber, Johannes H. Mau, Gold- und Silberwaren, Prinzlich Preußische Hofjuweliere, Dresden, Friedrichs-Allee 2, später Rungestraße 18, auch königlich sächsische Hofjuwelier, Hofjuwelier in Sachsen-Altenburg und K. K. Österreichischer Kammerjuwelier[41]
- Hofwagenfabrik Mengelbier, Aachen
- Meßmer, Eduard, Tee, Baden
- Michelsen, L. W. C., Feinkost, Hamburg
- Middendorf, Albin, Konditorei, Münster
- Mietke, George, Hof-Instrumentenmacher, Königsberg
- Mietke, Michael, Hof-Instrumentenmacher, Königsberg
- Müller, Ferdinand, Kunstanstalt für Glasmalerei, Quedlinburg

N
- Niederegger-Marzipan, Lübeck

O
- Opel, kaiserlicher Hoflieferant für Automobile, Rüsselsheim

P
- Pacher, John Ernest, Lithograph und Druckermeister
- Pallenberg, H.,  Köln, deutscher Möbelfabrikant und Kunstmäzen (siehe auch Jakob Pallenberg)[42]
- Pschorr, August, Bier

R
- Richter, Eugen, Inhaber der Firma Heinrich Hantzsch, Kaiserl. und Königlicher Hof-Weingroßhändler, Dresden, Plauensche Straße 7 und König-Johann-Straße 15[43]
- Ruthe, Wilhelm, Weingroßhandlung, Wiesbaden

S
- Erste Salzwedeler Baumkuchenmanufaktur
- Schlegelmilch, Moritz Kunstgewerbehaus Arnstadt
- Seiler Pianofortefabrik, Liegnitz (Schlesien), Hoflieferant Ihrer Majestät Kaiserin Auguste Victoria
- Seiler, Adolph, (Institut für Glasmalerei Adolph Seiler), Hoflieferant, Breslau[44]
- Selle Hermann, York Straße 4, kaiserlicher und königlicher Hofphotograph in Potsdam
- Simmel, Chocolaterie, Potsdam
- Söhn, Julius, Hofphotograph, Düsseldorf
- Spittel, Friedrich, kaiserlicher Hofschuhmacher, Erfurt
- Starke Verlag, Görlitz
- Steinsieker, kaiserlicher Hoflieferant für Mineralwasser
- Stock, Alexander, Guben, Hof-Photograph Sr. Kgl. Hoheit d. Prinzen Carl v. Preussen[45]
- Stübben, Peter Jakob, Hoflieferant und Schneidermeister, Düsseldorf

T
- Thomas, Hermann, Thorner Honigkuchen
- Tonger, Musikhaus, Köln

W
- Welsch, Franz, Brauerei, Flatow

## Königlich preußische Hoflieferanten im Ausland
- L(ouis). Boehmer & Co., Pflanzen, Yokohama[2]

Werbung von Carl Grasser (1900)

- E. Braun & Co., Herrenausstatter, Wien, waren Hoflieferant des Prinzen August Wilhelm von Preußen und hatten auch in Berlin eine Filiale, Unter den Linden 2. Außerdem waren sie noch K. u K. Hoflieferant[6]
- C. M. Frank, Herrenausstatter, Wien
- Carl Grasser, Waffen, Wien
- Steinway & Sons, Klaviere, New York
- Blumenthal Berlin

## Noch ungeklärte Hoflieferanten
- J. R. Brecht, Stichwaffen
- Held & Herter, Friedrichstraße 174

24. Ansichtskarte Das neue Kurhaus F. Brügmann nach April 1913